# Джинестра (волейбольный клуб)
«Джине́стра» (1951—1954 — «И́скра», 1954—1974 — «Буреве́стник», 1974—1989 — МедИн, 1989—1992 — «Янва́рка», 1992—1994 — «Края́н», 1994—2003 — «Дина́мо-Джине́стра», 2003—2005 — «Джине́стра») — украинский женский волейбольный клуб из Одессы.

## Достижения
- Чемпион СССР — 1961.
  - Серебряный призёр чемпионата СССР — 1983.
  - 4-кратный бронзовый призёр чемпионатов СССР — 1962, 1971, 1982, 1984.
- 3-кратный обладатель Кубка СССР — 1974, 1981, 1983.
  - Бронзовый призёр Кубка СССР — 1972.
- 4-кратный чемпион Украины — 2001, 2002, 2003, 2004.
  - 7-кратный серебряный призёр чемпионатов Украины — 1996, 2000, 2005, 2007, 2008, 2010, 2011.
  - 4-кратный бронзовый призёр чемпионатов Украины — 1993, 1995, 1997, 1999.
- 6-кратный обладатель Кубка Украины — 1994, 2001, 2002, 2003, 2010, 2011.
  - 4-кратный серебряный призёр Кубка Украины — 1993, 1996, 2000, 2008.
  - Бронзовый призёр Кубка Украины — 2006.
- Обладатель Кубка европейских чемпионов — 1962.
- Победитель Кубка обладателей кубков ЕКВ — 1983.
- Бронзовый призёр Кубка топ-команд ЕКВ — 2001.

## История
В 1951 году была образована женская волейбольная команда «Искра» (Одесса). В 1954 она перешла под патронаж Одесского медицинского института и переименована в «Буревестник». В 1955 году команда дебютировала в классе «Б» чемпионата СССР, а в 1957 «Буревестник» впервые выиграл чемпионат Украины, не уступая никому этот титул на протяжении последующих семи лет. Успех в первенстве Украины вывел в 1958 году одесскую команду в класс «А» союзного волейбольного первенства, где она заняла в год дебюта итоговое 8-е место. В 1961 «Буревестник» добивается наивысшего для себя успеха за всё время выступлений в чемпионатах СССР, выиграв золотые медали первенства страны. Одесский «Буревестник» стал первой немосковской командой, которой удалось победить в первенстве СССР среди клубов. Возглавлял «студенток» Евгений Горбачёв. В чемпионском составе выступали Валентина Волощук, Людмила Гуреева, Нина Задорожная, Алла Архангельская, Фелиса Гольдгубер, Евгения Коржова, Галина Логвиненко, Галина Петрашкевич, Тамара Рассадникова, Светлана Горбачева. Через год волейболистки «Буревестника» выиграли Кубок европейских чемпионов, а в очередном первенстве СССР завоевали бронзовые награды.
С 1974 года в высшей лиге чемпионатов СССР команда выступала под названием МедИн (Медицинский институт), выиграв в том же году под руководством Юрия Курильского свой первый Кубок СССР. Серьёзных успехов одесситки добились в первой половине 1980-х, сумев за 4 года трижды стать призёрами союзных первенств, победить в розыгрыше Кубка СССР и в 1983 выиграть Кубок обладателей кубков ЕКВ. Этих достижений МедИн добился под руководством всё того же Юрия Курильского. Лидерами команды были известные советские волейболистки Любовь Рудовская, Ольга Позднякова (Шкурнова), Лилия Осадчая, Елена Соколовская и другие.
С середины 1980-х результаты одесской команды пошли на спад и с 1986 года МедИн (с 1989 «Январка») лишь раз (в 1988) занял высокое итоговое 4-е место в чемпионате СССР. В остальные годы одесситки были лишь на 9—11-х итоговых позициях.
С 1992 года одесская команда выступает в чемпионатах Украины под названиями: 1992—1994 — «Краян», 1994—2003 — «Динамо-Дженестра», 2003—2005 — «Дженестра», с 2005 — «Джинестра». За всё время проведения независимого чемпионата Украины одесситки постоянно были в числе лидеров женского украинского волейбола, а в 2001—2004 четырежды подряд под руководством Игоря Филиштинского выигрывали золотые медали украинского первенства. В те годы в «Динамо-Дженестре» играло немало хороших волейболисток, многие из которых затем выступали в ведущих европейских клубах.
В августе 2006 на посту главного тренера возглавлявшего 16 лет команду Игоря Филиштинского сменила олимпийская чемпионка Елена Соколовская, сделавшая ставку на опытных волейболисток - в клуб приглашены Юлия Озтире, Елена Кривоносова, Ольга Павлова, Марина Харчинская. В первом сезоне под руководством нового тренера «Джинестра» заняла 2-е место. В следующем году команда успех повторила, а вот в 2009 «Джинестра» не закончила чемпионат, отказавшись, по финансовым причинам от продолжения серии за бронзовые награды с тернопольской «Галычанкой-Галэкспорт» (первые два матча были проиграны с одинаковым счетом 0:3). По этим же причинам летом того же года одесская команда была на грани исчезновения. Тем не менее, «Джинестра» стартовала в чемпионате, а уже в январе 2010 выиграла Кубок Украины, спустя 7 лет вернув трофей в Одессу. В апреле «Джинестра» завоевала серебряные медали чемпионата Украины, проиграв в решающем матче (в 4-м финальном туре в Тернополе) будущему чемпиону - «Галычанке-Динамо-ТНЭУ» (1:3). А в декабре, во второй раз за календарный год, вновь стала обладателем национального Кубка, уже сезона-2010/11, победив в финале, проходившем в Южном команду хозяев - «Химик» со счетом 3:0.

## Волейболистки клуба в сборной СССР
В составе сборной СССР выступало 8 волейболисток «Буревестника»/МедИна, становившихся победителями и призёрами Олимпийских игр, чемпионатов мира и Европы:
- Валентина Мишак (Волощук) — серебряный призёр Олимпийских игр 1964, серебряный призёр чемпионата мира 1962, двукратная чемп Европы (1963, 1967), лучшая волейболистка Одессы XX века;
- Нина Романова (Задорожная) — серебряный призёр чемпионата мира 1962;
- Людмила Гуреева — серебряный призёр Олимпийских игр 1964;
- Нелли Абрамова — чемпионка Европы 1967 (до 1966 выступала за иркутский «Спартак», представляя который в сборной стала серебряным призёром Олимпийских игр 1964);
- Ольга Козакова — серебряный призёр Олимпийских игр 1976, чемпионка Европы 1975;
- Любовь Рудовская (Тимофеева) — серебряный призёр Олимпийских игр 1976;
- Елена Соколовская (Ахаминова) — серебряный призёр чемпионата Европы 1983 (до 1982 выступала за свердловскую «Уралочку», представляя которую в сборной стала олимпийской чемпионкой 1980, чемпионкой Европы 1979, серебряным призёром европейского первенства 1981), лучшая волейболистка Одессы XX века;
- Ольга Шкурнова (Позднякова) — олимпийская чемпионка 1988, серебряный призёр чемпионата Европы 1983.

## Результаты выступлений

### Чемпионат СССР
| - 1955 — класс Б, 2-е место - 1956 — зимние соревнования, 11-е место - 1957 — класс Б, 1-е место - 1958 — класс А, 8-е место - 1959 — зимние соревнования, 8-е место - 1960 — класс А, 6-е место - 1961 — класс А, 1-е место - 1961/62 — класс А, 3-е место - 1963 — зимние соревнования, 2-е место - 1964 — зимние соревнования, 10-е место - 1965 — класс А, 6-е место - 1966 — класс А, 1 группа, 10-е место - 1967 — зимние соревнования, 4-е место | - 1968 — класс А, 1 группа, 5-е место - 1969 — класс А, 1 группа, 5-е место - 1970 — класс А, 1 группа, 5-е место - 1971 — класс А, 1 группа, 3-е место - 1972 — класс А, высшая лига, 6-е место - 1973 — класс А, высшая лига, 4-е место - 1974 — высшая лига, 4-е место - 1975 — высшая лига, 6-е место - 1976 — зимние соревнования, 5-е место - 1977 — высшая лига, 11-е место - 1977/78 — первая лига, 1-е место - 1978/79 — высшая лига, 5-е место - 1979/80 — высшая лига, 9-е место | - 1980/81 — высшая лига, 8-е место - 1981/82 — высшая лига, 3-е место - 1982/83 — высшая лига, 2-е место - 1983/84 — высшая лига, 3-е место - 1984/85 — высшая лига, 4-е место - 1985/86 — высшая лига, 9-е место - 1986/87 — высшая лига, 10-е место - 1987/88 — высшая лига, 4-е место - 1988/89 — высшая лига, 8-е место - 1989/90 — высшая лига, 10-е место - 1990/91 — высшая лига, 10-е место - 1991/92 — открытый чемпионат СНГ (до декабря — открытый чемпионат СССР), 11-е место |

### Чемпионат Украины
| - 1992 — высшая лига, 4-е место - 1992/93 — высшая лига, 3-е место - 1993/94 — высшая лига, 4-е место - 1994/95 — высшая лига, 3-е место - 1995/96 — высшая лига, 2-е место - 1996/97 — высшая лига, 3-е место - 1997/98 — высшая лига, 4-е место | - 1998/99 — высшая лига, 3-е место - 1999/00 — Суперлига, 2-е место - 2000/01 — Суперлига, 1-е место - 2001/02 — Суперлига, 1-е место - 2002/03 — Суперлига, 1-е место - 2003/04 — Суперлига, 1-е место - 2004/05 — Суперлига, 2-е место | - 2005/06 — Суперлига, 4-е место - 2006/07 — Суперлига, 2-е место - 2007/08 — Суперлига, 2-е место - 2008/09 — Суперлига, 4-е место - 2009/10 — Суперлига, 2-е место - 2010/11 — Суперлига, 2-е место - 2011/12 — Суперлига, 7-е место |

### Еврокубки
| - 1961/62 — Кубок чемпионов, 1-е место - 1982/83 — Кубок кубков, 1-е место - 1992/93 — Кубок ЕКВ, 1 раунд - 1993/94 — Кубок кубков, 1/4 финала - 1994/95 — Кубок кубков, 1/8 финала - 1995/96 — Кубок ЕКВ, 1/8 финала - 1996/97 — Кубок ЕКВ, группа 3 | - 1997/98 — Кубок ЕКВ, 1/4 финала - 1998/99 — Кубок ЕКВ, группа 12 - 1999/00 — Кубок ЕКВ, 1/4 финала - 2000/01 — Кубок Топ-команд, 3-е место - 2001/02 — Кубок Топ-команд, 1/4 финала - 2002/03 — Кубок Топ-команд, группа 1 | - 2003/04 — Кубок Топ-команд, 1/16 финала - 2003/04 — Кубок ЕКВ, группа 3 - 2004/05 — Кубок Топ-команд, 1/4 финала - 2005/06 — Кубок ЕКВ, 2 раунд - 2007/08 — Кубок ЕКВ, 1/8 финала - 2008/09 — Кубок ЕКВ, 1/8 финала |

### Кубок СССР
| - 1972 — Кубок СССР, 3-е место - 1974 — Кубок СССР, 1-е место | - 1981 — Кубок СССР, 1-е место - 1982 — Кубок СССР, 4-е место | - 1983/84 — Кубок СССР, 1-е место - 1984/85 — Кубок СССР, 4-е место |

### Кубок Украины
| - 1992/93 — Кубок Украины, 2-е место - 1993/94 — Кубок Украины, 1-е место - 1995/96 — Кубок Украины, 2-е место - 1999/00 — Кубок Украины, 2-е место - 2000/01 — Кубок Украины, 1-е место | - 2001/02 — Кубок Украины, 1-е место - 2002/03 — Кубок Украины, 1-е место - 2003/04 — Кубок Украины, 2 этап - 2005/06 — Кубок Украины, 3-е место - 2006/07 — Кубок Украины, 2 этап | - 2007/08 — Кубок Украины, 2-е место - 2008/09 — Кубок Украины, 2 этап - 2009/10 — Кубок Украины, 1-е место - 2010/11 — Кубок Украины, 1-е место - 2011/12 — Кубок Украины, 2 этап |